# Tommy Cooper

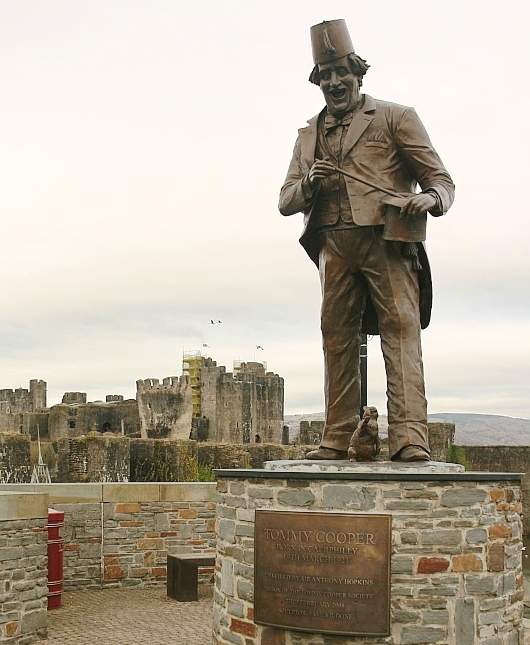
Statue von Tommy Cooper in Caerphilly

Tommy Cooper (* 19. März 1921 in Caerphilly; † 15. April 1984 in London) war ein britischer Komiker und Zauberkünstler.

## Leben und Wirken
Tommy Coopers Markenzeichen waren der rote Fes und kunstvoll misslungene Zaubertricks. Obwohl er auf der Bühne den Dilettanten mimte, war er in Wirklichkeit ein sehr versierter Zauberkünstler, der Mitglied im magischen Zirkel war.
Nach Beendigung seines Militärdienstes 1947 fing er mit Auftritten in Varietés an. Seinen Durchbruch erzielte er aber durch seine Fernsehauftritte. 1948 gab er sein Fernsehdebüt in der Talent-Show New to You. Bald darauf bekam er eigene Fernsehshows. Von 1968 bis 1980 arbeitete er mit der britischen Produktionsfirma Thames zusammen.
Tommy Cooper war starker Raucher mit einem heftigen Hang zum Alkohol. Im Jahr 1977 erlitt er in Rom einen Herzinfarkt. Thames entschied 1980 aufgrund seiner Alkoholabhängigkeit, die Zusammenarbeit nicht mehr fortzusetzen. Danach trat Cooper nur noch sporadisch als Gast in Fernsehshows auf.
Am 15. April 1984 erlitt Cooper während der Live-Sendung Live from Her Majesty’s erneut einen Herzanfall und brach vor den Augen eines Millionen-Publikums zusammen. Die Zuschauer dachten zunächst, dass dies Teil der Show war. Cooper starb nur wenig später auf dem Weg ins Krankenhaus.
In der Sendung The Comedians’ Comedian des britischen Fernsehsenders Channel 4 wurde Tommy Cooper 2005 von Kollegen auf Platz sechs der größten Komiker gewählt.